# Scarlett (powieść)
Scarlett – powieść autorstwa Alexandry Ripley; pierwszy z dwóch oficjalnych sequeli powieści Przeminęło z wiatrem Margaret Mitchell. Książka została wydana w 1991, po wielu latach starań i kontaktów ze spadkobiercami Mitchell.
Opisuje dalsze losy Scarlett O’Hary, walczącej o odzyskanie Rhetta Butlera, po jego odejściu na końcu oryginalnej powieści.
W 1994 na jej podstawie został zrealizowany miniserial telewizyjny, pod tym samym tytułem.

## Informacje
Główne postacie
- Scarlett O'Hara
- Rhett Butler
- ksiądz Colum O'Hara, kuzyn Scarlett i syn Patryka, brata ojca
- lord Richard Fenton, Brytyjczyk i adorator Scarlett
- Anne Hamtpon–Butler, druga żona Rhetta

Czas akcji
- lata 1873 - 1883

Miejsce akcji
- Atlanta w Georgii
- posiadłość Tara, 8 km od Jonesboro w Georgii
- Atlanta w Georgii
- Charleston w Karolinie Południowej
- Irlandia

Najważniejsze wydarzenia
- Rekonstrukcja

## Treść
Książka zaczęła się tam, gdzie oryginał się skończył, ze Scarlett na pogrzebie Melanie Hamilton, na którym to Rhett Butler już nie był obecny. Scarlett, ze złamanym sercem i poirytowana tym, że mąż zostawił ją, udała się do „Tary”, gdzie zasmucił ją fakt, że „Mammy” - niania jej oraz jej matki - umiera. Podszywając się pod szwagra, Willa Bentenn - męża Susan Elinor „Suellen”, sprowadziła Rhetta do „Tary”. Wiedziała, że nie przyjedzie gdy ona będzie na miejscu. Tuż przed śmiercią, „Mammy” wymusiła na Butlerze, żeby opiekował się Scarlett. Mężczyzna zgodził się, ale nie zamierzał dotrzymać słów. Po śmierci byłej niewolnicy, Rhett i Scarlett pokłócili się co doprowadziło do wyjazdu mężczyzny. Scarlett wróciła do Atlanty z zamiarem odzyskania małżonka.
Scarlett udała się do Charleston do rodziny Rhetta i próbowała osaczyć jego przez przekonanie do siebie swojej teściowej. Rhett za jej namową zgodził się zabrać ją na żaglowiec w porcie, gdzie ich łódź wywróciła się podczas rejsu w strasznej burzy. Scarlett i Rhett dopłynęli na wyspę, gdzie uprawiali seks w jaskini. Rhett początkowo zaprzeczał, a potem przyznał, że kocha Scarlett, ale nie chciał znów „zatracić się”. Po powrocie do Charleston Rhett zostawił Scarlett w stanie bliskim śmierci w domu swojej matki, mówiąc jej w liście, że chociaż podziwia jej odwagę, nigdy więcej jej nie zobaczy.
Po tym, jak Scarlett odzyskała siły, opuściła Charleston wraz z dwiema ciotkami. Pauline i Eulalie Robillard wraz z nią wzięły udział w uroczystości urodzinowej dziadka ze strony matki w Savannah. Scarlett zostawiła notatkę matce Rhetta, ale szwagierka, Rosemary Butler, spaliła ją.
Scarlett odwiedziła krewnych O'Hara w Savannah, wbrew życzeniom swojej matki. Dziadek Scarlett zaoferował wnuczce Scarlett swój cały spadek, jeśli pozostała by z nim w Savannah do śmierci i unikała kontaktu ze nienawidzoną przez niego rodziną od strony Gerlada. Scarlett odmówiła. Zamiast tego poznała się bliżej się ze swoim kuzynem Jamie i jego rodziną. Wkrótce dołączył do nich inny kuzyn, ksiądz Colum O'Hara z Irlandii. Scarlett otrzymała list od Rhetta o zamiarze rozwodu. Zgodziła się udać się w podróż do Irlandii. W tym czasie Scarlett zdała sobie sprawę, że jest w ciąży z dzieckiem Rhetta, ale ukrywła swoją ciążę.
W samej Irlandii, Scarlett została mile powitana przez swoich irlandzkich krewnych. W pobliżu miejsca gdzie się zatrzymali stał zaniedbany dom o nazwie „Ballyhara”. Była to posiadłość jej przodków O'Hara dawno temu, zanim Anglicy ją zajęli. Scarlett wkrótce otrzymała powiadomienie o rozwodzie od Rhetta. Planowała powrót do Ameryki, ale dowiedziała się, że nie tracił czasu i ożenił się z Anne Hampton, która zachowaniem przypominała zmarłą Melanie. Ze złamanym sercem Scarlett postanowiła pozostać w Irlandii. Współpracując z prawnikami, pozostawiła 2/3 „Tary” swojemu synowi Wade'owi z pierwszego małżeństwa. Kupiła „Ballyharę” i osiadła w Irlandii ku uciesze jej irlandzkiej rodziny. Ona i Colum wmówili wszystkim, że jej mąż zmarł, zamiast wyjawić prawdę o rozwodzie.
Gdy „Ballyhara” zostaje odrestaurowana, Scarlett z niecierpliwością oczekiwała narodzin dziecka, modląc się, aby była dziewczynką i ślubowała, że będzie dobrą matką. Szanowana przez mieszkańców miasta i jej rodzinę, zyskała reputację pracowitej kobiety. Staje się znana jako „O'Hara”, gdzie tytuł był zarezerwowany dla niekwestionowanego przywódcy rodzinnego klanu.
W noc Halloween jej wody płodowe odeszły. Jej gospodyni, pani Fitzpatrick i położna, którą wzywa Colum, nie byli w stanie poradzić sobie z sytuacją i wyglądało na to, że Scarlett umrze. Zamiast tego uratowała ją mądra stara kobieta, która mieszkała w pobliżu „nawiedzonej” posiadłości. Cięcie cesarskie zakończyło się powodzeniem, ale wewnętrzne obrażenia zadane Scarlett doprowadziły do tego, że stała się bezpłodna. Dziecko, dziewczynka, urodziła się z ciemną skórą jak Rhett, ale z niebieskimi oczami, które powoli zmienią kolor na zielony. Scarlett nazwała ją Katie Colum „Cat” O'Hara, z powodu jej zielonych oczu.
Po tym, jak Scarlett osiedliła się w „Ballyharze”, kilkakrotnie wpadła na Rhetta w Ameryce, gdy popłynęła łodzią do Bostonu. Jeszcze raz na targach, gdzie przyznaje, że wciąż go kocha.Ponownie w tygodniu po polowaniach na lisy. Nadal nie wiedział, że ma dziecko. Potem odszukał jej na balu towarzyskim, a Scarlett zdała sobie sprawę, że nadal ją kocha.
Lord Fenton, jeden z najbogatszych mężczyzn w Europie, grał ze Scarlett w kotka i myszkę. W końcu zapragnął ją poślubić i by urodziła mu dzieci po tym jak widział ognistego ducha i brak strachu u jej córki. Planował także połączyć ich majątki, gdyż był właścicielem Adamstown, ziemi sąsiadującej z tą należącą do Scarlett. Rozgniewana jego arogancją, Scarlett odmówiła i nakazała mu wyjść z domu. Scarlett wyjechała do Dublina na coroczną wizytę, gdzie odbywały się przyjęcia i polowania. Później postanowiła jednak zaakceptować lorda Fentona, gdy dowiedziała się, że Anne Hampton Butler jest w ciąży.
Wieści o jej zaręczynach rozeszły się, a pijany Rhett obraził ją, gdy Scartlett wpadła na niego podczas wyścigu konnego. Znajoma wyjawiła Scarlett, że Anne i dziecko umarły. Scarlett pospieszyła z powrotem do „Ballyhary”, mając nadzieję, że Rhett będzie jej szukać. Znalazła tam Brytyjczyków z nakazem aresztowania księdza Columa, który był szefem grupy irlandzkich terrorystów. Colum został zamordowany, a Rosaleen Fitzpatrick podpaliła angielski arsenał, aby go pomścić. Wieśniacy, myśląc, że Scarlett była w sojuszu z Brytyjczykami, spalili jej dom. Rhett przybył jej na ratunek i próbował przekonać ją do ucieczki razem z nim. Scarlett rozpaczliwie biegała jednak po domu i nawoływała Katie Colum. Kiedy wyjawiła Rhettowi, że jest ojcem „Cat”, pomógł jej w poszukiwaniach. W końcu znaleźli ją i wyszli cało z pożaru. Rhett i Scarlett wyznali sobie miłość. Następnego ranka, gotowi do wspólnego życia, podjęli decyzję o opuszczeniu Irlandii.

## Źródła
- Aleksandra Ripley, Scarlett tom 1, wydawnictwo Atlantis, Warszawa 1991, przełożył Robert Reszke, rozdziały 1-32, stron 311, ISBN 83-900006-8-7
- Aleksandra Ripley, Scarlett tom 2, wydawnictwo Atlantis, Warszawa 1991, przełożył Robert Reszke, rozdziały 33-89, stron 492, ISBN 83-900006-8-7